# A5 (Zypern)
Die Autobahn A5 ist eine Autobahn in Zypern. Die Autobahn bildet eine Verbindung zwischen der A1 nach Limassol und der Stadt Larnaka, sie ist 19 Kilometer lang.

## Straßenbeschreibung
Die Autobahn beginnt am Kreuz Kofinou an der Autobahn A1 von Nikosia nach Limassol. Die Autobahn ist vierspurig und läuft etwas landeinwärts in Richtung Osten bis nach Larnaka. Die Straße dient vor allem den Orten entlang der Strecke und endet auf  der A3 bzw. B5 westlich von Larnaka.

## Geschichte
Die Autobahn ersetzt die alte Hauptstraße B5, die parallel zur Autobahn verläuft. Sie verbindet somit den größten Hafen Limassol mit dem größten Flughafen Larnaka auf Zypern.